# ФК Спортист (Варна)
Футболистично дружество „Спортист“ е основано през пролетта на 1909 г. във Варна.

## История
През пролетта на 1909 г. в центъра на Варна се основава Дружество за спорт „Спорт“, което няколко месеца по-късно се преименува на Футболистично дружество „Спортист“. Основоположници на това дружество са синовете на опълченеца Тончо Витанов - Васил и Стефан Тончеви, Никола Ницов, Кирчо Ангелов, Боян Попов, Никола Попов и завършилият Цариградския лицей Стефан Данчев, който е играещ треньор на отбора. Клубното помещение се намира на улица „Деремахлеси“ (дн. „Стефан Стамболов“). 
Отборът на „Спортист“ се оформя като градски представител в срещи с чуждоземни футболисти от различни войскови части и корабни екипажи. Варненци вече набират и самочувствие, че сполучливо са усвоили футболното майсторство. През 1910 г. „Спортист“ и „Атлас“ изиграват първият мач в историята на българския футбол, който е спечелен от „Спортист“ с 1:0. На 24 май 1914 г. по инициатива на Стефан Тончев клубът се обединява с „Тича“. Името на „Тича“ се запазва след обединението защото те имат приет устав.